# Kenneth Robert Henderson Mackenzie

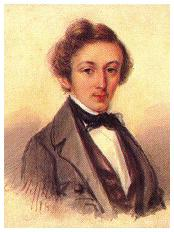
Kenneth R. H. Mackenzie

Kenneth Robert Henderson Mackenzie (häufig abgekürzt Kenneth R. H. Mackenzie; geboren am 31. Oktober 1833 in Deptford bei London; gestorben am 3. Juli 1886) war ein britischer Übersetzer, Privatgelehrter und Okkultist. Seine heutige Bedeutung beruht vor allem auf der etwas unklaren Rolle, die er bei der Gründung der Societas Rosicruciana in Anglia und in der Überlieferung der sogenannten Cipher Manuscripts spielte.

## Leben

### Wunderkind und junger Gelehrter
Mackenzie war der Sohn des Arztes Rowland Hill Mackenzie und dessen Frau Gertrude. Als er ein Jahr alt war, zog die Familie nach Wien, wo der Vater auf der Geburtsstation des Allgemeinen Krankenhauses arbeitete. Vermutlich im Sommer 1840 kehrte die Familie nach England zurück und der Vater eröffnete eine Praxis als Allgemeinarzt im Londoner West End.
Der junge Mackenzie war zweisprachig aufgewachsen und ein insbesondere für Sprachen hochbegabtes Kind. Ab 1851 begannen Beiträge des damals 17-Jährigen zu verschiedenen Themen der Altertumskunde und klassischen Philologie in der Zeitschrift Notes & Queries zu erscheinen, die eine für das Alter ungewöhnliche Bildung erkennen lassen. Am 1. März 1851 erschien dort A Word to the Literary Men of England, ein Aufruf zur Bildung einer gelehrten Gesellschaft mit der Aufgabe, alte griechische, lateinische, angelsächsische, altnordische und in einem Dutzend weiterer alter Sprachen abgefasste Manuskripte zu suchen und vor dem Untergang zu retten.
Die erste eigenständige Arbeit Mackenzies war die Übersetzung von Karl Richard Lepsius’ Briefen zur Preußischen Ägyptenexpedition wenige Monate nach Erscheinen des deutschen Originals. In den von ihm verfassten Anmerkungen und Ergänzungen zeigt er bemerkenswerte Kenntnisse alter Sprachen, was dazu beigetragen haben mag, dass 1854 der damals noch 20-Jährige als Fellow der Society of Antiquaries of London aufgenommen wurde.
Weitere gelehrte Gesellschaften, deren Mitglied Mackenzie wurde, waren die Ethnological Society of London (1864–1870), die Royal Asiatic Society (1855–1861).
Karl R. H. Frick behauptet, Mackenzie habe Geisteswissenschaften und Jura studiert und in beiden Fächern auch promoviert, das ist aber unbelegt und geht vermutlich allein auf von Mackenzie zeitweise verwendete entsprechende Namenszusätze zurück.
In den folgenden Jahren erschienen dann Bücher, Beiträge und Übersetzungen Mackenzies in rascher Folge. Schon 1851 hatte er für seinen Freund Theodore Alois Buckley eine Übersetzung der Herodotschen Homerbiographie für dessen Odyssee-Übersetzung erstellt. Nun lieferte er weitere Beiträge für dessen Bücher und 1853 erschien bei Routledge Mackenzies eigenes Buch über Burma (Burmah and the Burmese). Außerdem übersetzte er Hans Christian Andersen aus dem Dänischen und unter dem Titel The marvellous adventures and rare conceits of Master Tyll Owlglass erschien eine Übersetzung des Volksbuches von Till Eulenspiegel. Eine Ausgabe dieser Geschichten hatte er schon als Kind gelesen, wie er sich in der Einleitung erinnert.

### Okkultismus
Ende der 1850er Jahre wird Mackenzies verstärktes Interesse an esoterischen und okkulten Gegenständen durch die Herausgabe der Zeitschrift The Biological Review markiert, die sich besonders mit den Randbereichen der Medizin wie Mesmerismus und Homöopathie beschäftigte, aber nur vier Ausgaben erlebte.
William Wynn Westcott hatte Mackenzie schon früh Kontakte zu einer deutschen oder österreichischen rosenkreuzerisch-freimaurerischen Gruppe, von der er zur Gründung von Gruppen in England legitimiert worden sei:

„Kenneth R. H. Mackenzie […] had, during a stay in earlier life, been in communication with German Adepts who claimed a descent from previous generations of Rosicrucians. German Adepts had admitted him to some grades of their system, and had permitted him to attempt the foundation of a group of Rosicrucian students in England.“

„Kenneth R. H. Mackenzie […] hatte während eines früheren Aufenthalts Kontakt mit deutschen Adepten, die sich von älteren Zweigen der Rosenkreuzer herleiteten. Deutsche Adepten hatten ihn zu einigen der Grade ihres Systems zugelassen und ihm gestattet, die Gründung einer rosenkreuzerischen Studiengruppe in England zu versuchen.“

Westcott erwähnt auch einen Grafen Apponyi, mit dem Mackenzie in Österreich Kontakt gehabt haben soll. Ob es sich bei diesem Grafen Apponyi um Anton von Apponyi oder einen anderen Angehörigen des österreichisch-ungarischen Diplomatengeschlechts handelte, bleibt unklar.
Manifest wird Mackenzies Hinwendung zum Okkultismus spätestens bei einem Besuch bei Éliphas Lévi während einer Frankreichreise im Dezember 1861. Lévi galt als Autor des Dogme et rituel de la haute magie (1856) damals bereits als eine Autorität im Bereich des Okkultismus. William Carpenter zufolge war allerdings Lévi zu dieser Zeit in England noch ganz unbekannt. Mackenzie verfasste einen Bericht über diese Begegnung (An account of what passed between Eliphas Levi Zahed, Occult Philosopher, and Baphometus [d.i. Mackenzie], Astrologer and Spiritualist, in the City of Paris, December 1861). Zu dieser Zeit war er bekannt mit Frederick Hockley, einem in okkultistischen Kreisen sehr geachteten Kopisten esoterischer und magischer Manuskripte und bekanntem Kristallseher, in dem Mackenzie seinen Lehrer und Leiter in Fragen des Okkultismus und Spiritismus sah. Hockley hatte allerdings Vorbehalte. Er schreibt über Mackenzie:

„I found him then a very young man […], exceedingly desirous of investigating the Occult Sciences, and when sober one of the most companiable persons I ever met. Unfortunately his intemperate habits compelled me three different times to break off our friendship after 6 or 7 years endurance and since then he has once so grossly insulted me in a letter than I cannot possibly hold any communication with him. I regret this the more on a/c of his mother who is a most estimable lady and his uncle our esteemed Grand Secretary Bro. Hervey.“

„Ich lernte ihn als damals sehr jungen Mann kennen […], überaus begierig, okkultes Wissen zu erforschen, und nüchtern einer der verträglichsten Menschen, die ich je traf. Unglücklicherweise zwang seine Unmäßigkeit mich dreimal, ihm die Freundschaft zu kündigen, nachdem ich es 6 oder 7 Jahre ertragen hatte, und seitdem hat er mich einmal in einem Brief derart derbe beleidigt, dass ich nichts mehr mit ihm zu tun haben will. Ich bedaure das um so mehr um seiner Mutter willen, die eine sehr achtbare Dame ist, und seines Onkels halber, unserem geschätzten Großsekretär Bruder Hervey.“

Der Bruder Hervey, auf den sich Hockley hier bezieht, war John Morant Harvey, Bruder von Mackenzies Mutter und Großsekretär der United Grand Lodge of England von 1868 bis 1879. Mackenzie scheint während der Jahre zwischen 1859 und 1870, in denen seine literarische Produktion versiegte und gelehrte Arbeiten gleich welcher Art nicht nachweisbar sind, zumindest zeitweise bei seinem Onkel gewohnt zu haben, was sich anhand von Einträgen in Adressbüchern nachweisen lässt.
Am 17. Juni 1872 ehelichte er Alexandrina Aydon, Tochter von Enoch Harrison Aydon, einem Ingenieur und Freimaurer. Zu diesem Zeitpunkt hatte Mackenzie seine Trunksucht weitgehend überwunden.

## Schriften
- Burmah and the Burmese. Routledge, London 1853, Digitalisat.
- The Royal Masonic cyclopaedia of history, rites, symbolism, and biography : containing upwards of three thousand subjects, together with numerous original archaeological articles on topics never before treated in any similar work / edited by Kenneth R.H. Mackenzie, IX⁰, ("Cryptonymus"). J. Hogg, London 1877.

als Herausgeber bzw. Beiträger:
- Theodore Alois Buckley: The Odyssey of Homer, with the Hymns, Epigrams, and Battles of the Frogs and Mice. Literally Translated, with Explanatory Notes. Henry Bohn. London 1851, Digitalisat. Biographische Einleitung Life of Homer: Attributed to Herodotus.
- Theodore Alois Buckley: The Great Cities of the Ancient World, in their glory and their desolation. Routledge, London 1852. Kapitel Peking, America und Scandinavia.
- Theodore Alois Buckley: The great cities of the Middle ages or The landmarks of European civilization. Routledge, London 1853.
- Theodore Alois Buckley: The dawnings of genius exemplified and exhibited in the early lives of distinguished men. London 1853.
- Friedrich Wagner: Schamyl and Circassia. Chiefly from Materials collected by Dr. F. W. Edited, with Notes, by K. R. H. Mackenzie. Routledge, London 1854. Originaltitel: Schamyl als Feldherr, Sultan und Prophet und der Kaukasus. Leipzig 1854.
- Johann Wilhelm Wolf: Fairy Tales, collected in the Odenwald by J. W. W. Edited, with a preface by K. R. H. Mackenzie. Routledge, London & New York 1855.
- The Biological Review: A Monthly Repertory of the Science of Life. 4 Hefte. Oktober 1858 – Januar 1859. Herausgeber.
- The Kneph. Official journal of the antient and primitive rite of Masonry. Published under the authority of the Sovereign Sanctuary for Great Britain and Ireland. Edited by … K. R. H. Mackenzie. London 1881 f.
- Hans Christian Andersen: The Shoes of Fortune, and other fairy tales. … With a biographical sketch of Andersen by K. R. H. Mackenzie, etc. John Hogg, London 1883.

Übersetzungen:
- Karl Richard Lepsius: Discoveries in Egypt, Ethiopia, and the peninsula of Sinai, in the years 1842-1845 during the mission sent out by … Frederick William IV of Prussia. Edited with notes by Kenneth R. H. Mackenzie. Richard Bentley, London 1852, Digitalisat.
- Hans Christian Andersen: The Story of My Life; and In Sweden. Routledge, London 1852.
- The marvellous adventures and rare conceits of Master Tyll Owlglass. Newly collected, … and set forth in our English tongue by K. R. H. Mackenzie … and adorned with many most diverting and cunning devices by A. Crowquill. Trübner & Co, London 1860 [1859], Digitalisat. Übersetzung der Ausgabe des Volksbuchs von 1519 von Johann Martin Lappenberg (Doktor Thomas Murners Ulenspiegel. Weigel, Leipzig 1854), siehe S. XXI von Mackenzies Einleitung.
- George Hesekiel: The Life of Bismarck, private and political; with descriptive notice of his ancestry … Translated and edited, with an introduction, explanatory notes, and appendices, by K. R. H. Mackenzie. James Hogg & Son, London 1870, Digitalisat.